# Finsbury Park (barrio)

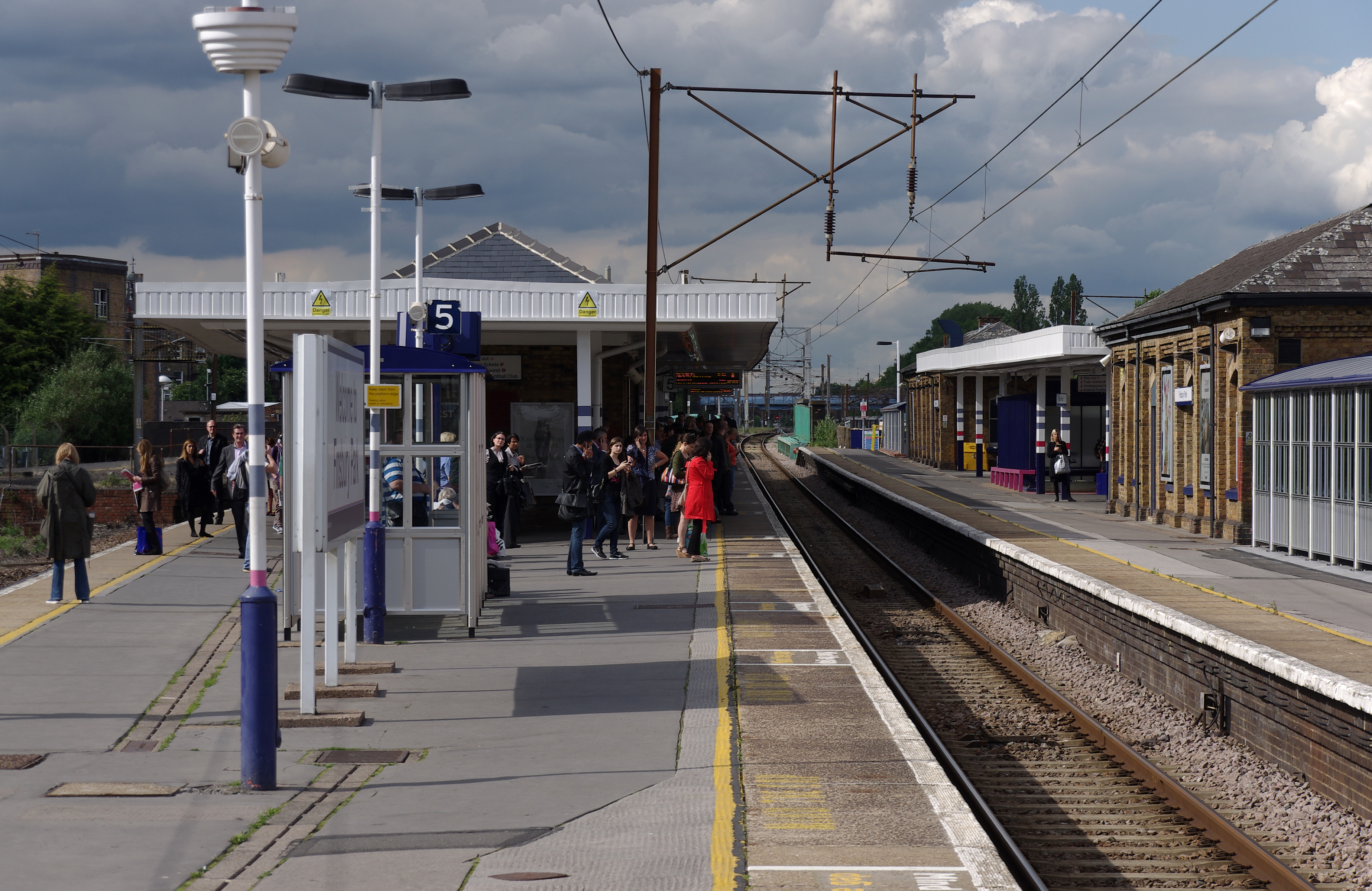
Estación ferroviaria de Finsbury Park

Finsbury Park es una área en el norte de Londres, Inglaterra, que creció alrededor de un importante nudo ferroviario, cerca de las fronteras de los distritos londinenses de Islington, Haringey y Hackney. No se debe confundir con Finsbury, que está 5.3 kilómetros más al sur, en el distrito de Islington, en Londres, aunque en algunos contextos locales el nombre se acorta de esta manera.

## Geografía
Se articula en torno a la estación de Finsbury Park, una importante estación de intercambio de autobús, ferrocarril y metro, cerca del extremo meridional del parque público de 46 hectáreas (110 acres) del mismo nombre.
La zona circundante tiene un ambiente cosmopolita, como se refleja en la gran variedad de tiendas y establecimientos de Seven Sisters Road, Blackstock Road y Stroud Green Road. Aquí se encuentra la mezquita central del norte de Londres o mezquita de Finsbury Park, que llamó la atención por la actividad extremista antes de un cambio en el liderazgo en 2003. El estadio Emirates Stadium, del Arsenal Football Club, está muy cerca.

## Demografía
Al igual que la cercana Archway, Finsbury Park acoge a una significativa comunidad irlandesa y ha sido escenario del London Fleadh / London Feis en varias ocasiones. Numerosos grupos de inmigrantes se han asentado en este barrio a lo largo de diferentes épocas, como los caribeños entre los años cuarenta y sesenta, los chipriotas entre los años cincuenta y setenta, o los somalíes, en los años ochenta y noventa.

## Lugares más cercanos
- Archway
- Crouch End
- Harringay
- Highbury
- Holloway
- Islington
- Manor House
- Stroud Green

## Personas notables
- Las actriz Naomie Harris nació en Finsbury Park.[4]
- Jeremy Corbyn, líder del Partido Laborista y miembro del Parlamento de Islington North, vive en Finsbury Park.[5]